# Jacobsruggen
Jacobsruggen is een zandplaat in het Friese deel van de Nederlandse Waddenzee. De zandplaat dan wel onderzeese rug ligt in de Waddenzee onder Noordsvaarder, de westpunt van Terschelling. Tussen Terschelling en Jacobsruggen ligt het Schuitengat, daar kan de veerboot tussen Harlingen en West-Terschelling nog varen. Wanneer de Jacobsruggen boven de zeespiegel uitkomen, worden ze bewoond door grijze zeehonden, vooral aan de zuidkant "Robbenhoek" genaamd. Gezien de grootte is Jacobsruggen geen eiland te noemen.
De Jacobsruggen worden omgeven door Schuitengat in het noorden, de Vliestroom in het westen, het Meepcomplex in het zuiden en de Slenk in het oosten. Die laatste scheidt Jacobsruggen van Groote Plaat, een andere zandplaat.